# داربي مكديفيت
داربي مكديفيت (Darby McDevitt) ولد في سبوكين ، أمريكا ، تلقى تعليمه في بيلينغام ودبلن . هو كاتب ، صانع أفلام ، موسيقي و مصمم ألعاب . كان موظفاً في أمايز إنترتيمنت حيث عمل فيها لمدة تقارب الخمس سنوات . يعمل حالياً في يوبي سوفت مونتريال.

## ألعاب عمل عليها
- أساسنز كريد IV: بلاك فلاق
- أساسنز كريد ريفليشنز (بلاي ستيشن 3، إكس بوكس 360) القصة و الحوار
- أساسنز كريد 2: ديسكفري (نينتندو دي إس، آي فون) القصة و الحوار
- أساسنز كريد: بلودلاينز (بلاي ستيشن بورتبل) الحوار و السيناريو السينمائي [2]

## روابط خارجية
- داربي مكديفيت على موقع IMDb (الإنجليزية)
- داربي مكديفيت على موقع قاعدة بيانات الفيلم (الإنجليزية)